# Бернардацци, Иосиф Карлович
Иосиф Карлович Бернардацци, урождённый Джузеппе-Марко Бернардацци (итал. Giuseppe Marco Bernardazzi; 2 декабря 1788, Памбио, Тичино — 5 [17] октября 1840, Пятигорск, Кавказская область) — российский архитектор родом из Швейцарии, первый архитектор Пятигорска и Кисловодска, брат Иоганна Карловича (Джованни-Баттисты) Бернардацци, отец архитектора Александра Осиповича Бернардацци.

## Биография

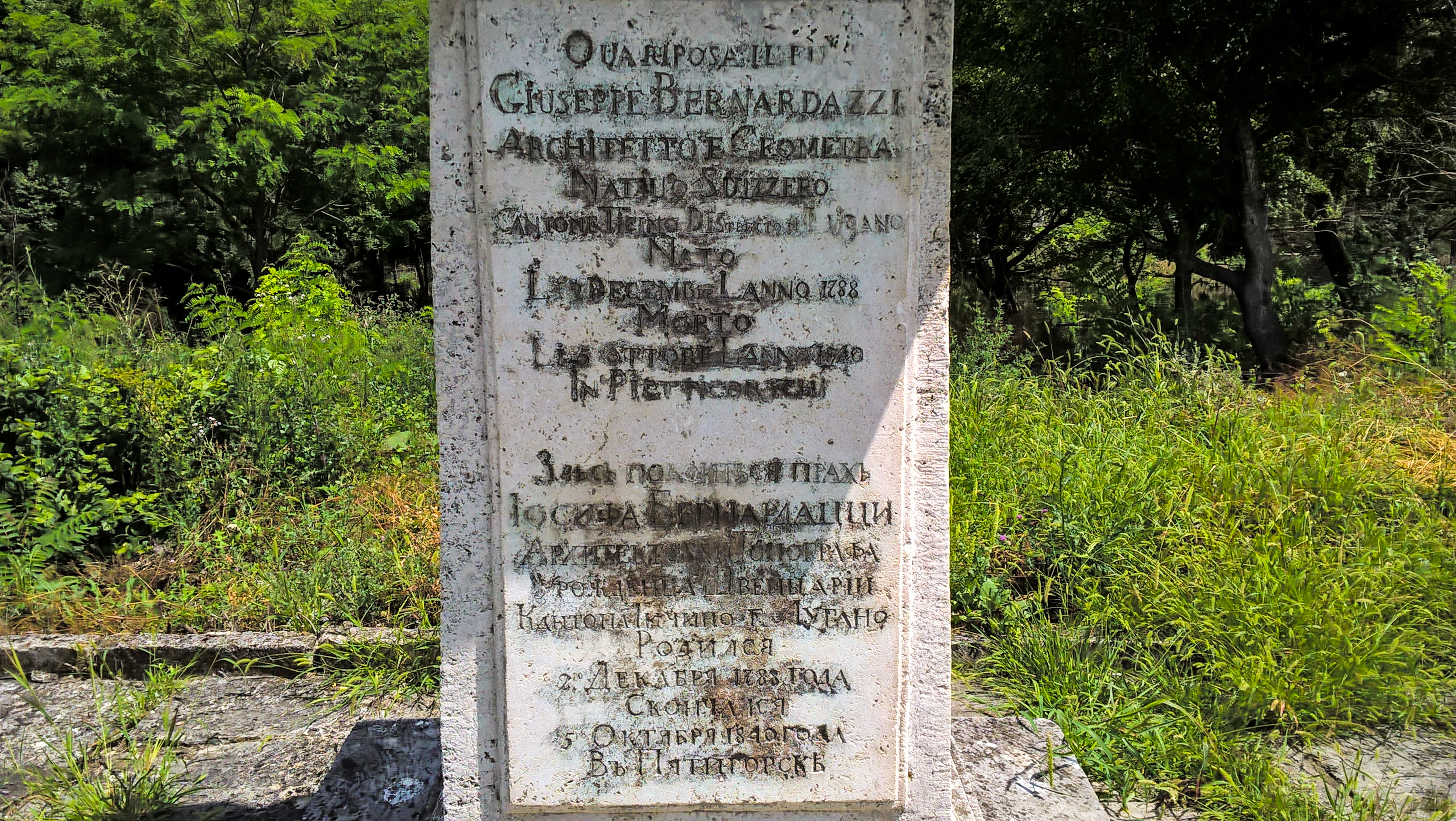
Надпись на памятнике братьям Бернардацци

Иосиф Карлович Бернардацци родился в селении Памбио недалеко от города Лугано в итальянской части Швейцарии (кантон Тичино), в семье потомственных архитекторов. Вместе со своим братом Иоганном Карловичем в 1820 году приехал работать в Санкт-Петербург, где братья участвовали в строительстве Исаакиевского собора и перестройке Аничкова дворца.
21 (2) августа 1822 года в медицинском департаменте Министерства внутренних дел подписан контракт с братьями Бернардацци на строительство зданий при Кавказских Минеральных Водах. Согласно контракту, им предстояла планировка и обустройство Горячих, Кислых и Железных Вод. Архитекторы обязывались разрабатывать проекты казенных заведений, питьевых галерей, терм (ванн) с установленным жалованьем по 4000 рублей в год. Кроме того, они осуществляли непосредственный надзор за строительством зданий, проекты которых разрабатывали столичные архитекторы.
В том же году братья отправились на Кавказские Минеральные Воды для осуществления работ по строительству и благоустройству в городах региона и прожили здесь до своей смерти. Благодаря братьям Бернардацци возник, по словам М. Ю. Лермонтова, тот «чистенький, новенький городок», в который поэт прибыл в 1837 году. Многие из созданных ими архитектурных сооружений тесно связаны с жизнью и творчеством М. Ю. Лермонтова и являются памятными местами.
В Пятигорске Иосиф Карлович и Иоганн Карлович сначала жили во флигеле Общественного дома, дома для раненых офицеров (сегодня улица Красноармейская дом 6).
В мае 1828 г. главного архитектора Строительной комиссии Иосифа Карловича вызвали в Санкт-Петербург, где он получил от императора в качестве награды за свои труды золотую табакерку, украшенную живописью и бриллиантами. Иосиф Карлович надеялся остаться в Петербурге, но согласно указанию Комитета по благоустройству кавказских источников ему пришлось вернуться на Кавказ, так как нелегко было найти специалиста, разбирающегося в особенностях работы с травертином в условиях гористой местности.

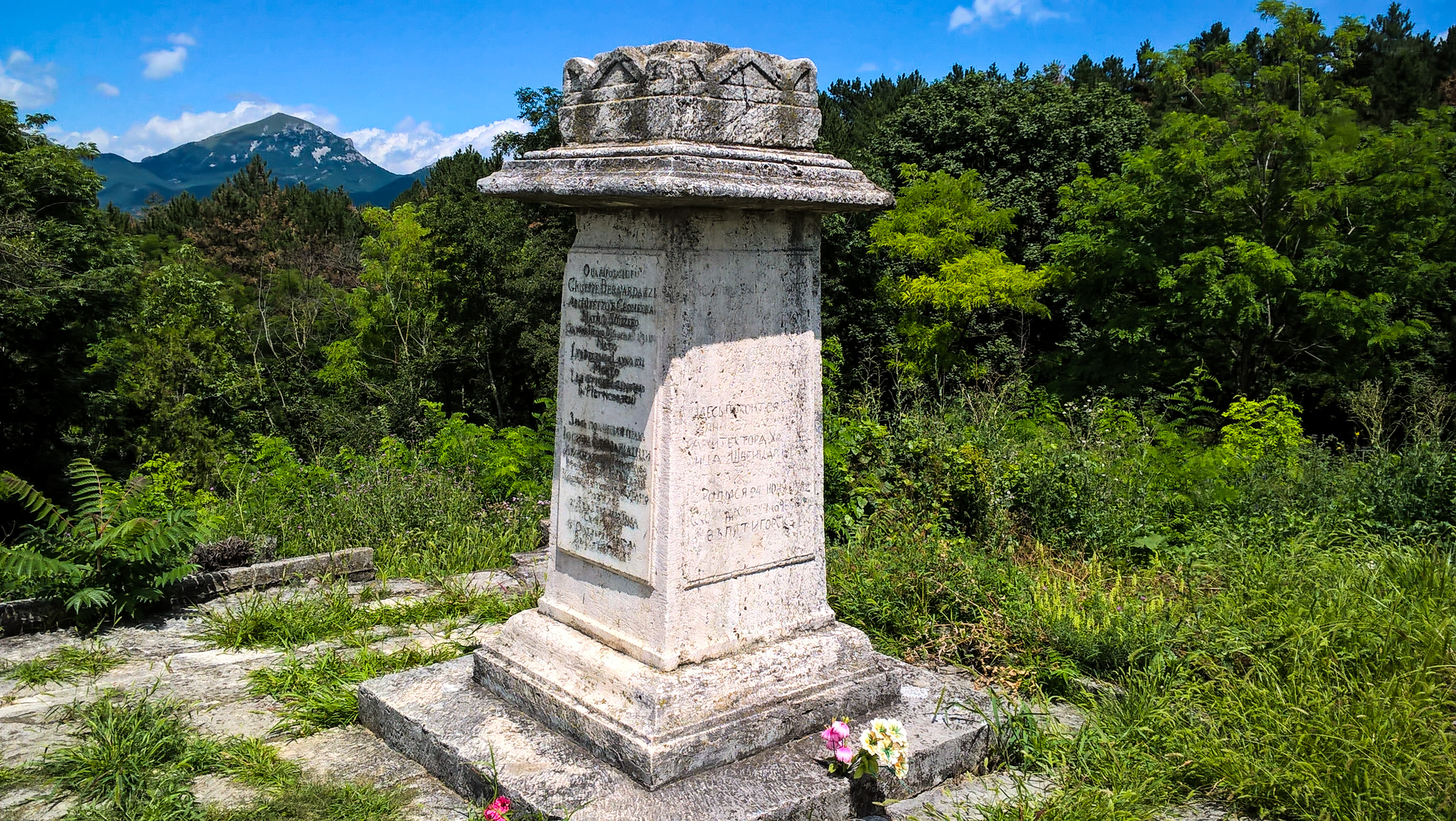
Могила братьев Бернардацци на старинном кладбище «Некрополь», Пятигорск

Заложив подаренную Иосифу Карловичу табакерку, братья Бернардацци на вырученные средства приобрели в Средне-Солдатской слободке усадьбу с турлучным домиком, покрытым камышовой крышей. В 1828—1829 годах на месте старого домика построил новый двухэтажный дом с большими окнами и двумя балконами, стены которого были выложены из дубовых брусьев (сегодня улица Теплосерная 28). В 1828 году женился на Вильгельмине Конради (1802), дочери Ф. П. Конради. В этом доме у них родился сын Александр, который также стал архитектором и приобрел в России большую известность, чем его отец.
16-18 октября 1837 Николай I инспектировал территорию нынешнего Ставрополья. Путь его лежал через города Пятигорск и Георгиевск, станицу Александрийскую, села Сухая Падина, Александровское, Калиновское, Сергиевское, хутор Базовый, село Старомарьевское, город Ставрополь, села Верхнерусское, Московское, Донское, Безопасное, Преградное и Медвеженское. 16 октября он осмотрел в Пятигорске все курортные заведения, офицерскую больницу, казармы, церковь. На развитие города император решил ежегодно жертвовать 200 тыс. руб. ассигнациями. Высоко оценивая роль братьев Бернардацци в благоустройстве курорта, царь соизволил лично рецензировать их проекты, одобрив 19; Джузеппе Бернардацци был пожалован драгоценной табакеркой.
Заслуги архитекторов Бернардации по благоустройству городов Кавказских Минеральных Вод, и в первую очередь Пятигорска, были высоко оценены правительством. В 1830 году Иосиф Карлович получил чин титулярного советника. В 1836 году братьям Бернардацци был отдан в пользование свободный участок земли на той же улице Теплосерной, с трех сторон ограниченный склонами горы Горячей. На участке братья построили дом в традиционном стиле родного кантона Тичино, с просторной верандой и боковой каменной лестницей.
Иосиф Карлович Бернардацци скончался после тяжелой болезни в 1840 году, в возрасте пятидесяти двух лет.
На попечении брата Иоганна Карловича, не имевшего своей семьи, остались жена Иосифа Вильгельмина и дети Александра (16), Александр (9) и Екатерина (4). Через два года в возрасте шестидесяти лет умер и сам Иоганн.
Братья Бернардацци похоронены на старинном кладбище «Некрополь» в городе Пятигорске, поблизости от места первоначального захоронения М. Ю. Лермонтова. На травертиновом памятнике на могиле архитекторов до настоящего времени сохранилась чуть заметная надпись: «Здесь покоится прахъ Иосифа Бернардацци, архитектора и топографа, уроженца Швейцарии Кантона Тичино г. Лугано. Родился 2-го декабря 1788, скончался 5-го октября 1840 въ Пятигорске. Здесь покоится прахъ Ивана Бернардацци, архитектора, уроженца Швейцарии Кантона Тичино г. Лугано. Родился 24-го июля 1782, скончался 22-го ноября 1842 въ Пятигорске».

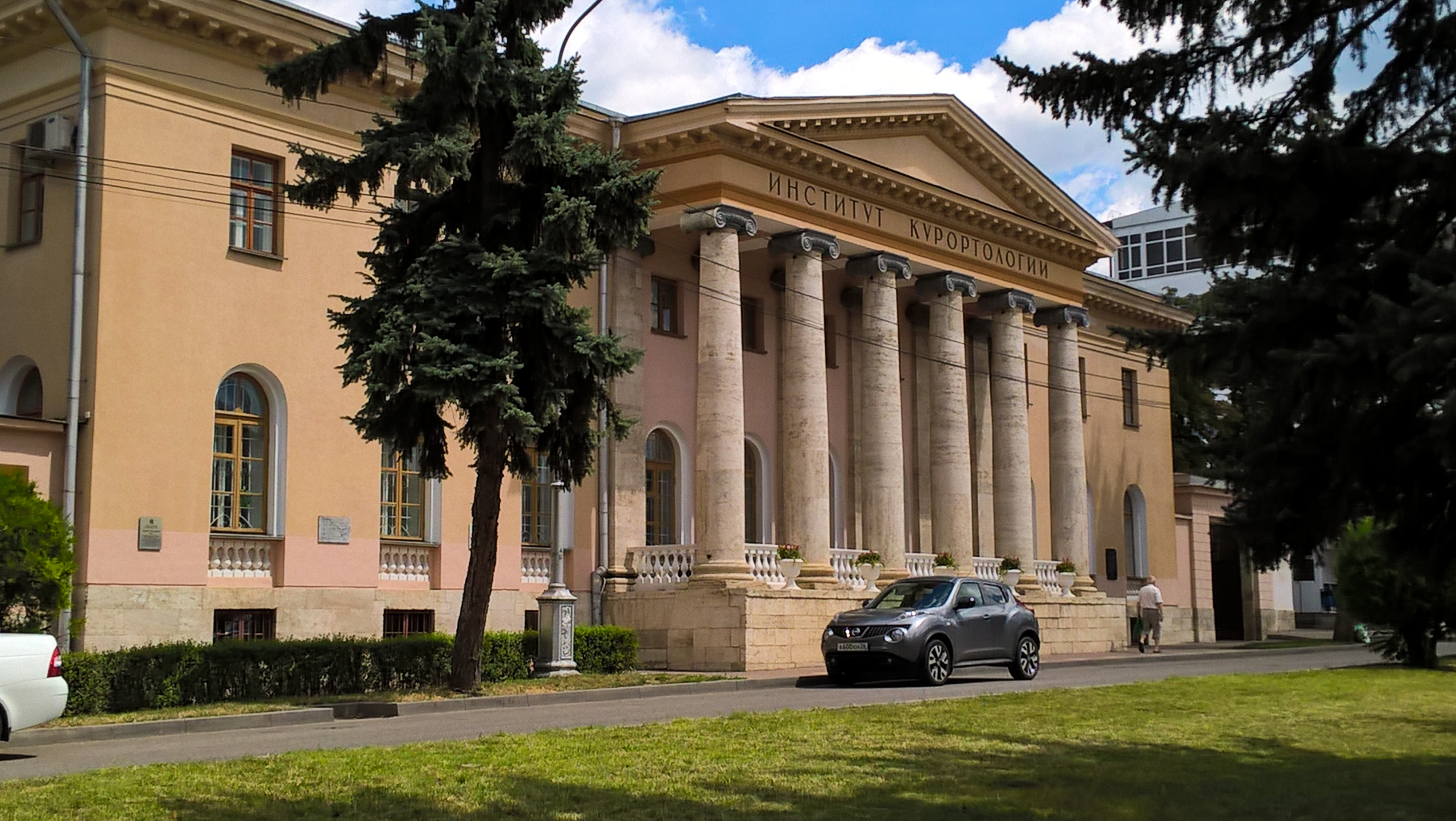
Здание Ресторации (Институт курортологии)

По словам кавказского наместника князя М. Воронцова «после смерти братьев Бернардацци, оказавших величайшую пользу делу, которому они посвятили труд свой, на Водах нет никого, достойного нести имя архитектора…».

## Деятельность

### Архитектура

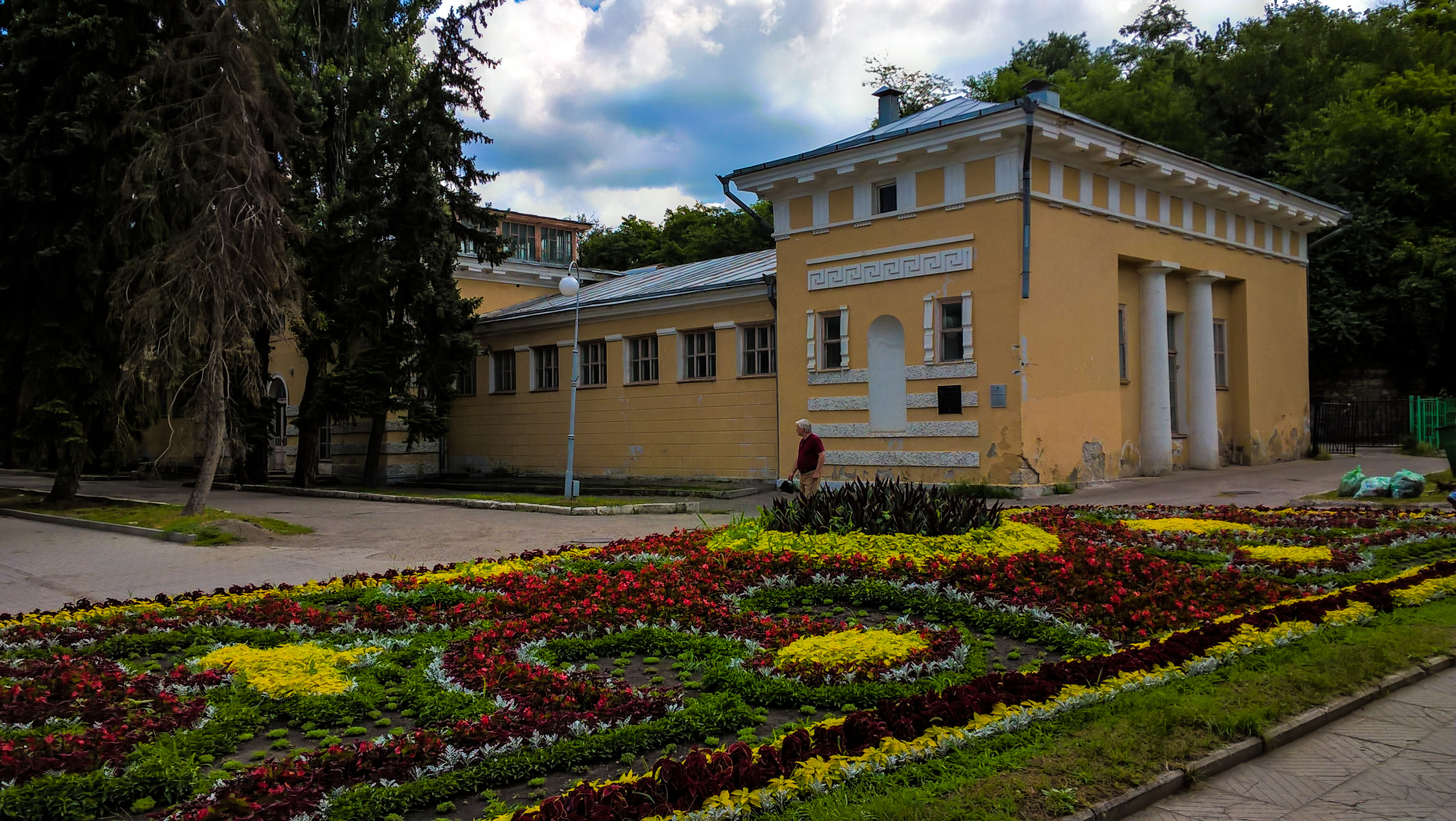
Николаевские (Лермонтовские) ванны

Согласно условиям контракта, заключенного в августе 1822 г. в Медицинском Департаменте Министерства внутренних дел, братья Бернардацци должны были в течение шести лет заниматься благоустройством Кавказских Минеральных Вод: Горячих, Кислых и Железных (будущих Пятигорска, Кисловодска и Железноводска). Иосиф занимался проектированием казенных городских заведений, ванн, питьевых галерей, планировкой будущего курортного города в целом. Иоганн, будучи опытным строителем, осуществлял всю практическую работу.
В 1828 г. был создан генеральный проект будущего Пятигорска, по которому осуществлялось строительство города в последующие десятилетия. Перед архитекторами стояла непростая задача: построить город на обширной холмистой территории у подножия горы Машук. Братья Бернардацци успешно справились с заданием. Город был поделен на несколько районов: в самой старой его части у подножия Машука расположили курортные и лечебные учреждения (ныне улицы К. Маркса, Буачидзе, Анисимова, Красноармейская, начало проспекта им. Кирова). Новая часть города с жилыми домами, площадью, базаром простиралась к западу от сегодняшней улицы им. Дзержинского, жилые дома строились также у южного склона горы Горячей (сегодня улица Теплосерная).

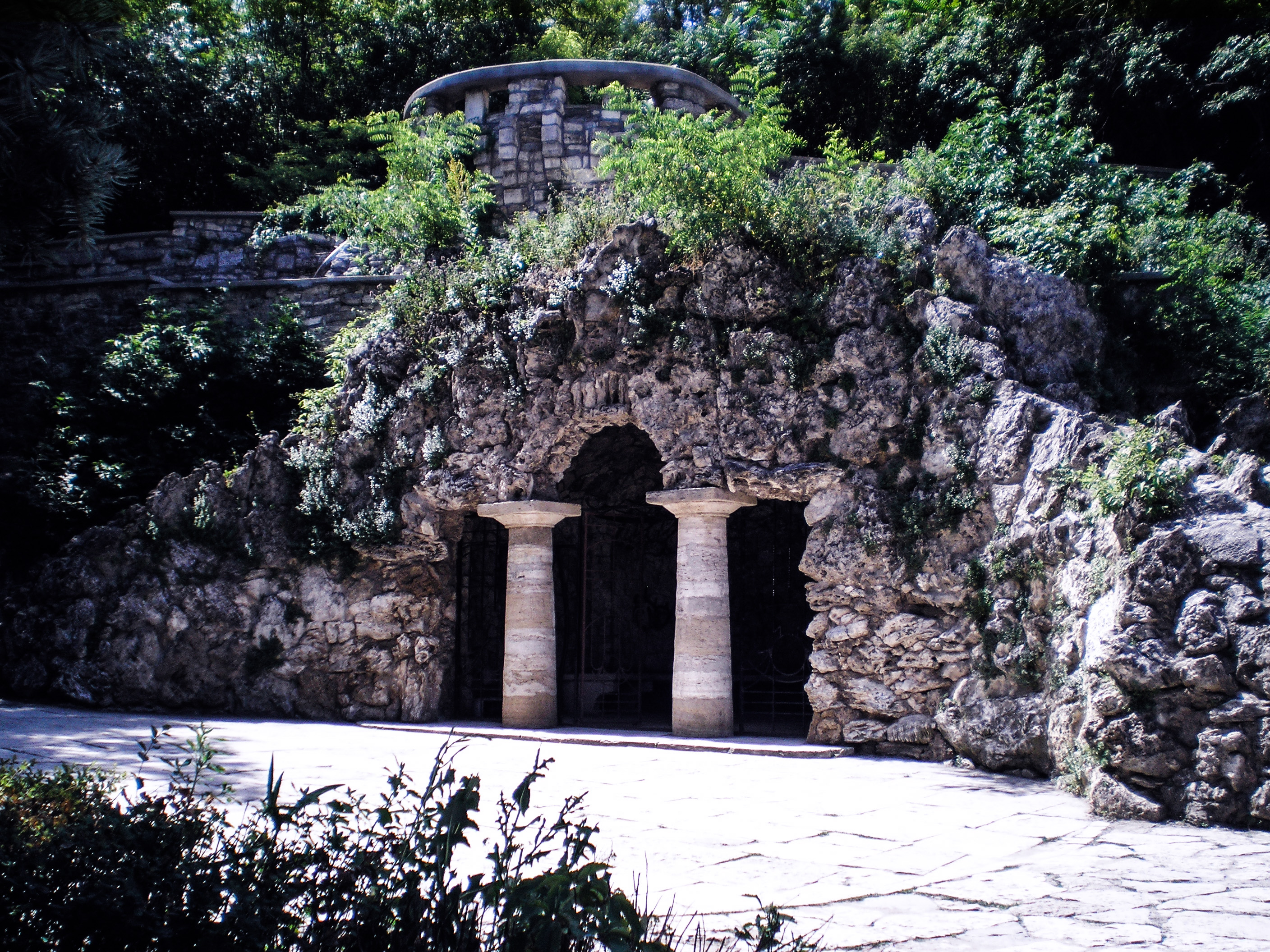
Грот Дианы

За относительно короткий срок пустынная местность преобразилась: появились новые улицы и усадьбы, на склонах горы Машук разбили скверы, оборудовали гроты, построили беседки и смотровые павильоны, откуда открывался прекрасный вид на Кавказские горы. Далеко не все сооружения, возведенные по проектам Иосифа Бернардацци в Пятигорске, сохранились до настоящего времени, а сохранившиеся во многом утратили первоначальный вид. Среди них: здание Ресторации (сегодня Институт курортологии), Николаевские (сегодня Лермонтовские) ванны, грот Дианы, беседка Эолова арфа, дом для неимущих офицеров (ныне курортная поликлиника), сад напротив Николаевских ванн (парк «Цветник»), молельный дом (польский костел).
Кроме курортных учреждений братья Бернардацци также строили административные здания, гостиницы, больницы, церкви, жилые дома в Кисловодске, Ессентуках, Георгиевске, Ставрополе, шотландском поселении Каррас, Тифлисе. В рапорте Иосифа Карловича о проделанной работе от 14 сентября 1839 г. упоминается всего 147 строительных объектов, но, как указывается, это не полный список.

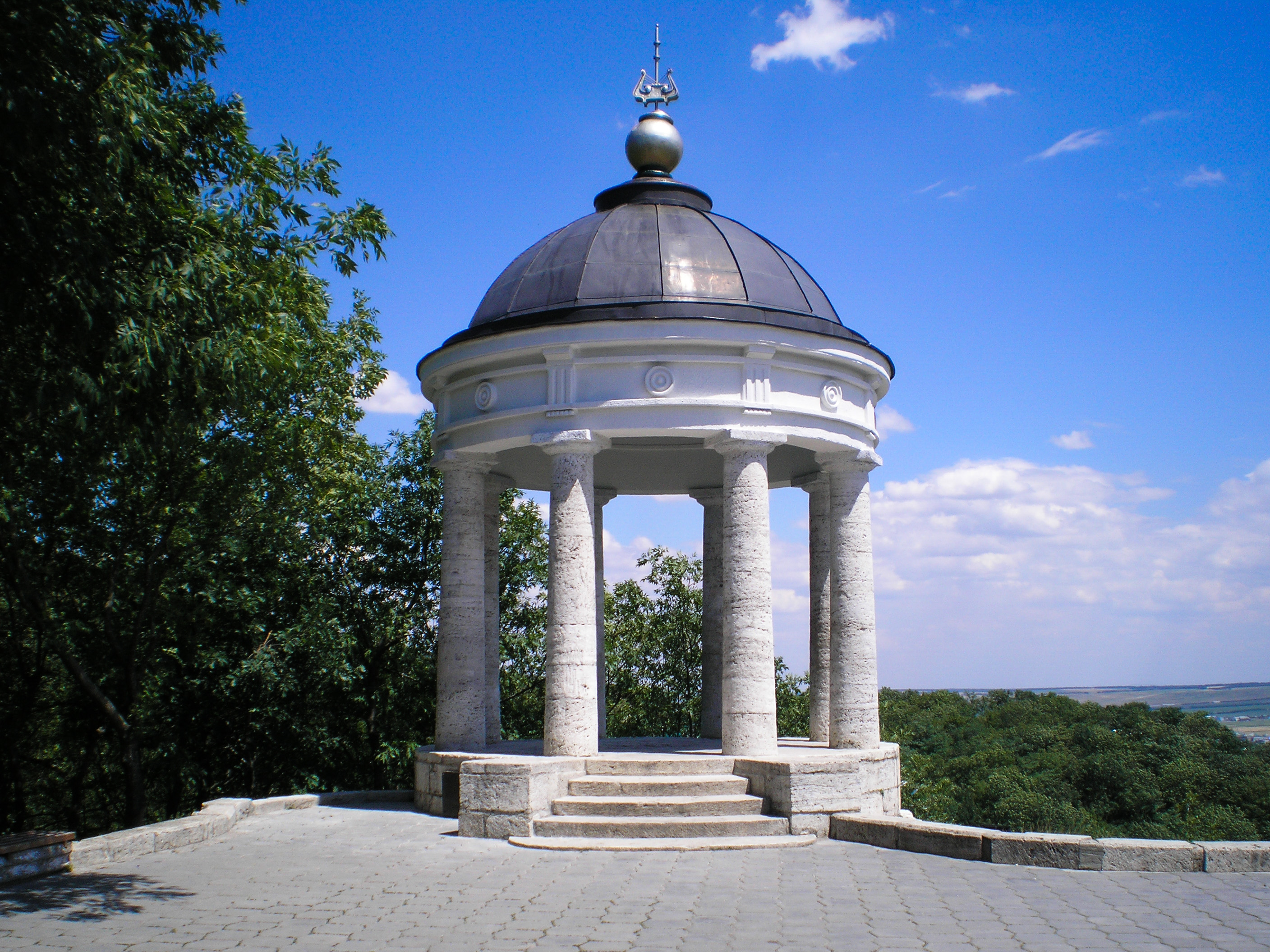
Беседка Эолова арфа

В последние годы жизни Иосиф Бернардацци был лишен возможности полностью воплотить в жизнь свои проекты. Директор Строительной комиссии полковник П. П. Чайковский заявил об опасности дальнейшего строительства ванн и питьевых галерей на травертиновых склонах Машука по причине непрочности грунта. В ошибочности этого мнения убедились лишь в результате ревизии 1842 г., уже после смерти обоих братьев Бернардацци. Многие проекты Иосифа Карловича остались невостребованными и были безвозвратно утеряны.

### Живопись

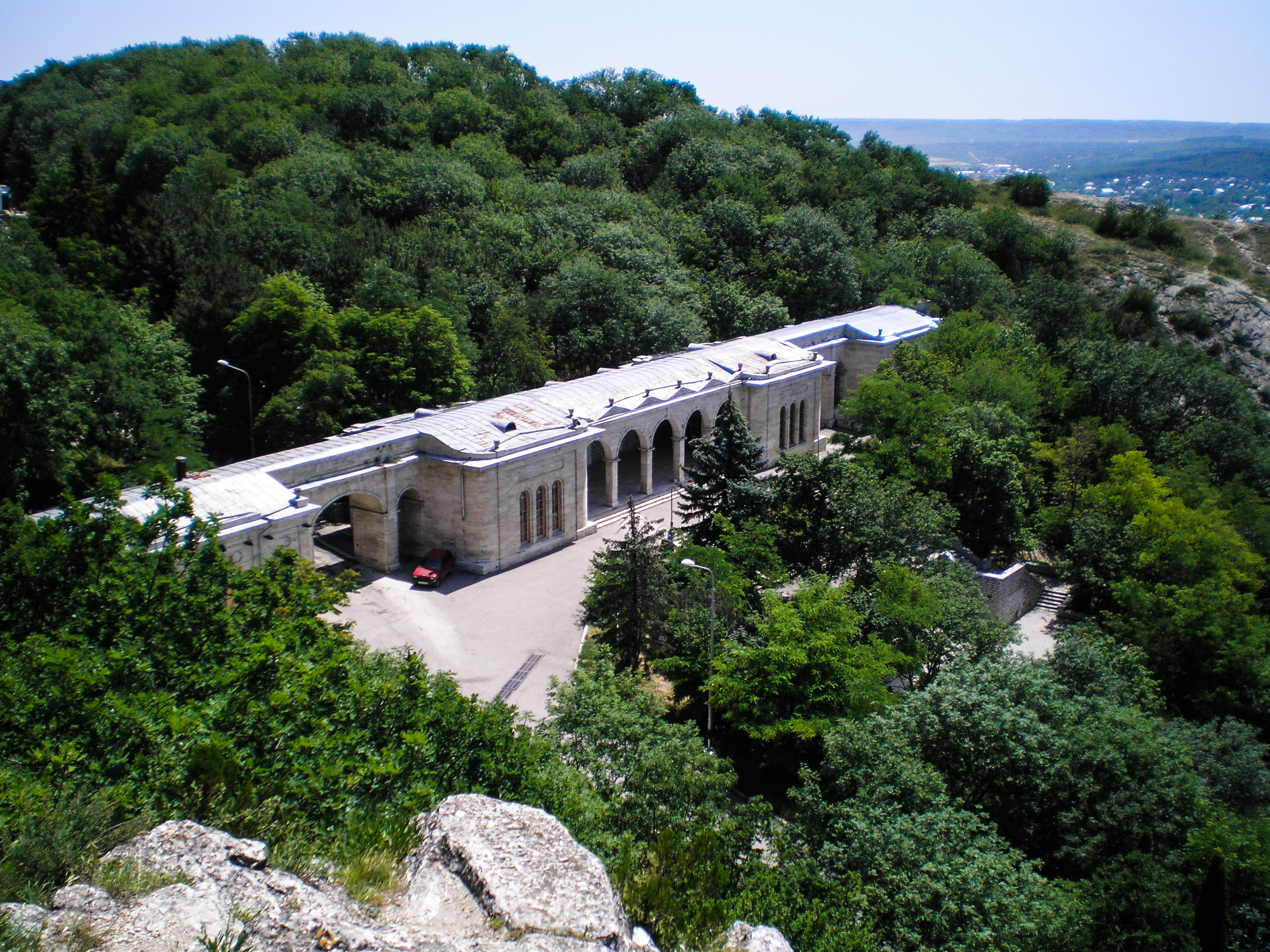
Академическая галерея

Летом 1829 г. генерал Г. А. Эмануэль предпринял разведывательную экспедицию к подножию Эльбруса, в которую были приглашены академики из Санкт-Петербурга, желающие познакомиться с малоизвестным им краем. Иосиф Бернардацци также принял участие в походе в качестве топографа. Экспедиция ознаменовалась первым восхождением на Эльбрус, вершины достиг тогда один человек — проводник кабардинец Килар Хаширов. Иосиф Бернардацци во время похода выполнил множество рисунков окрестностей, а также портрет покорителя вершины. Два рисунка — «Вид каскада Турлук-Шапап близ горы Эльбрус» и «Вид горы Эльбрус» — приведены в книге И. Гориславского, С. Зюзина и А. Хаширова «Первовосхождение на Эльбрус: лето 1829 года, зима 1934 года».
Рисунки Иосифа Карловича вместе с отчетами исследователей об экспедиции были отправлены в Петербургскую Академию Наук, от которой в качестве благодарности Бернардацци получил подарок — камеру-обскуру. С её помощью он нарисовал довольно точную панораму Кавказских гор с вершины Машука. Его кисти принадлежат также одни из первых изображений Горячих вод, которые воспроизводились в иностранных изданиях, привлекая внимание зарубежной публики к новым курортам.
Известны также зарисовки христианских церквей, сделанные Бернардацци во время экспедиции в Карачай к христианским древностям осенью 1829 г.

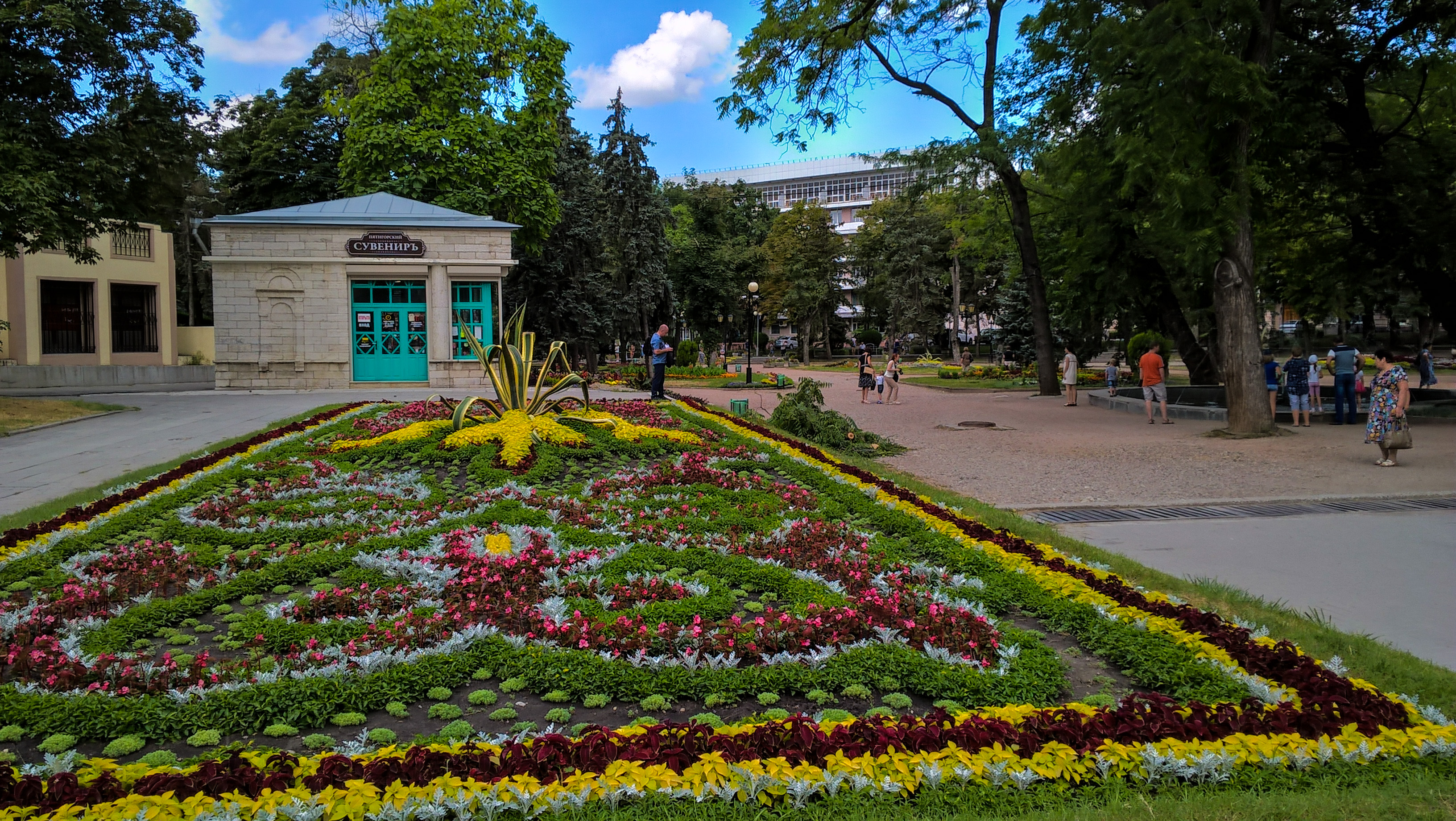
Парк «Цветник»